# Partit Independent de l'Est
El Partit Independent de l'Est (francès: Parti des Indépendants de l'Est) fou un partit polític de Luxemburg.

## Història
Liderat per Othon Decker, aquest partit va participar per primera vegada en les eleccions generals de 1919, on va rebre el 3% dels vots, aconseguint guanyar un diputat. A les eleccions generals de 1925 el partit va canviar el nom pel d'Esquerra Independent (luxemburguès: Onofhängeg Lénkspartei), encara dirigit per Decker. Aquell any el suport al partit va créixer fins al 5%, aconseguint així dos diputats. Aquests resultats els va mantenir a les eleccions generals de 1928, i no es va presentar a les eleccions parcials de 1931.
A les eleccions de 1934 va canviar de nom a Partit d'Independents de l'Est. El seu percentatge de vots va créixer fins a l'11,6%, aconseguint així tres escons a la Cambra de Diputats. En les eleccions de 1937 no hi va participar, essent com eren parcials només realitzades al nord del país.
Després de la Segona Guerra Mundial el partit només va rebre l' 1.6% dels vots en les eleccions generals de 1945, aconseguint així un únic escó. Ja no es tornà a presentar en cap altra elecció, passant a partir d'aleshores a presentar-se conjuntament amb el Partit Socialista dels Treballadors.